# Protesto dos agricultores indianos (2020–2021)
O protesto dos agricultores indianos de 2020 é uma manifestação contínua contra as três leis agrícolas aprovadas pelo Parlamento da Índia em setembro de 2020. Os atos foram vistos como "leis anti-fazendeiros" por vários sindicatos de agricultores, e políticos da oposição também dizem que isso deixaria os agricultores à "mercê das empresas". Agricultores, sindicatos de agricultores e seus representantes exigiram que as leis fossem revogadas e afirmaram que não aceitarão um compromisso. Os líderes dos agricultores saudaram a ordem de permanência da Suprema Corte da Índia sobre a implementação das leis agrícolas em janeiro de 2021, que permanece em vigor. Os líderes dos agricultores também rejeitaram uma proposta do governo, de 21 de janeiro de 2021, de suspender as leis por 18 meses. Onze rodadas de negociações foram realizadas entre o governo central e os agricultores representados pelos sindicatos agrícolas entre 14 de outubro de 2020 e 22 de janeiro de 2021; todos eram inconclusivos com o governo apenas concordando com duas das demandas do agricultor relacionadas à queima de barba e uma portaria de eletricidade. Uma comissão nomeada pela Suprema Corte apresentou seu relatório confidencial perante o tribunal. Seis governos estaduais (Kerala, Punjab, Chhattisgarh, Rajasthan, Delhi e Bengala Ocidental) aprovaram resoluções contra os atos das fazendas, e três estados (Punjab, Chhattisgarh e Rajasthan) apresentaram uma legislação contrária em suas respectivas assembleias estaduais.
Em 19 de novembro de 2021, o governo sindical decidiu revogar os projetos de lei, e ambas as casas do Parlamento aprovaram o Farm Laws Repeal Bill de 2021 em 29 de novembro. Após o anúncio da revogação das leis agrícolas, os sindicatos de agricultores continuaram com a demanda por preços mínimos de apoio garantidos (MSPs), lembrando o governo do objetivo de dobrar a renda dos agricultores até 2022.